# Paula Törnqvist
Paula Veronika Törnqvist (Gotemburgo, 24 de febrero de 1964) es una jinete sueca que compitió en la modalidad de concurso completo.
Ganó una medalla de bronce en el Campeonato Mundial de Concurso Completo de 1998 y dos medallas en el Campeonato Europeo de Concurso Completo, plata en 1997 y bronce en 1999. Participó en dos Juegos Olímpicos de Verano, en los años 1996 y 2000, ocupando el séptimo lugar en Atlanta 1996, en la prueba por equipos.

## Palmarés internacional
| Campeonato Mundial | Campeonato Mundial     | Campeonato Mundial | Campeonato Mundial |
| Año                | Lugar                  | Medalla            | Categoría          |
| ------------------ | ---------------------- | ------------------ | ------------------ |
| 1998               | Roma (Italia)          | Medalla de bronce  | Individual         |
| Campeonato Europeo |                        |                    |                    |
| Año                | Lugar                  | Medalla            | Categoría          |
| 1997               | Burghley (Reino Unido) | Medalla de plata   | Por equipos        |
| 1999               | Luhmühlen (Alemania)   | Medalla de bronce  | Individual         |